# オリーブ属
オリーブ属（学名：Olea ）は、常緑の高木、低木の約40種を含むモクセイ科の属のひとつである。

## 概要
地中海沿岸、アフリカ、オーストラリア、中央アジアなど、アメリカ大陸を除いて広く分布している。葉は全緑で対生し、切れ込みで4つに分かれた小さな白い花が咲く。また、果実は卵形、または球形で食用になる。
地中海沿岸と、似た気候の地域にだけ繁茂するオリーブ（英: Olive、学名：Olea europaea）は、栽培品種のみが知られており、500品種以上が世界で栽培されていると言われている。耐霜性である。

## 主な種
- Olea europaea L.　オリーブ
地中海が原産。成長の遅い常緑高木で、10メートル以上になる。皮針形の葉は長さ3 - 6センチ、幅1センチほどで、夏に白い5センチほどの花が咲く。果実は最長４センチほどの長卵形の石果で、緑色から熟すと黒紫色になっていく。
- Olea capensis L.
- Olea paniculata R.Br.
- Olea woodiana Knobl.